# 小野敏洋
小野敏洋（1965年2月27日—），日本男性漫畫家，愛知縣人，主要創作少年漫畫與成人漫畫。創作少年漫畫時所用筆名為與，另外曾用筆名為「上連雀三平」、「鈴木柾道」、與；創作成人漫畫與在同人活動時所用筆名為「上連雀三平」。

## 簡史
小野敏洋在1991年以《甲殼機神》（甲殻機神ヤドカリくん）系列獲得第22屆藤子不二雄獎，1992年在《快樂快樂別冊》（別冊コロコロコミック）連載《薩爾達傳說外傳》（ゼルダの伝説外伝）正式出道。其代表作品為在《快樂快樂月刊》（月刊コロコロコミック）連載的《光碼戰士》（バーコードファイター）。
小野敏洋創作成人漫畫與開始同人活動，始於發行以《光碼戰士》「偽娘女主角」有栖川櫻 為主角的十八禁同人誌；此後即以上連雀三平名義創作成人漫畫。
2007年11月，小野敏洋在設於《mixi》的官方網站內宣布停止以上連雀三平名義活動；但在2008年2月，小野敏洋以上連雀三平名義創作的成人漫畫發行；2008年2月24日，Comic虎之穴秋葉原本店舉辦小野敏洋與上連雀三平「聯合簽名會」。

## 作品
下列作品之中文名稱後未標註中文版代理商者，表示其無中文版，且其中文名稱為非正式譯名。

### 小野敏洋名義
漫畫
- 《Project A子 2：大德寺財閥的陰謀》（プロジェクトA子2 大徳寺財閥の陰謀）：單行本全1卷，德間日本發行。
- 《Gall Force 2 : Planet of the Ark》（ガルフォース2 プラネット・オブ・ジ・アーク）：單行本全1卷，德間日本發行。
- 《足球O野的熱血英雄日記》（ショッカーO野の熱血ヒーロー日記）：大野浩著，單行本全1卷，株式會社發行。
- 《光碼戰士》（バーコードファイター）：單行本全5卷，小學館發行，大然文化代理台灣中文版
- 《太陽少女印加》（太陽の少女インカちゃん）：單行本全2卷，MediaWorks發行。
- 《電擊皮卡丘》（電撃!ピカチュウ）：單行本全4卷，根據動畫版改編並添加些許原創劇情，小學館發行，大然文化代理第一次台灣中文版，青文出版社代理第二次台灣中文版但只發行第1至3卷，大然文化事業（香港）代理香港中文版。該作品以寫實和煽情的畫風而聞名，因任天堂向小學館施壓而被腰斬。
- 《甲殼機神》（甲殻機神ヤドカリくん）：單行本全1卷，小學館發行，青文出版社代理台灣中文版。第1至3話連載時標題為，第4話以後連載時標題為。
- 《熱筆漫畫學園》（熱筆まんが学園）：單行本全2卷，飯塚裕之著，小學館發行。
- 《星界的紋章》（星界の紋章）：單行本全1卷，MediaWorks發行。
- 《MAGIC URZA & MISHRA》（MAGIC URZA & MISHRA）：單行本全1卷，小學館發行。
- 《喵王》/《貓王》（ネコの王 - King of "NEKO" -）：單行本全5卷，小學館發行，青文出版社代理台灣中文版，文化傳信代理香港中文版；《喵王》為台灣譯名，《貓王》為香港譯名。
- 《星界的戰旗 羈絆的形式》（星界の戦旗 絆のかたち）：單行本全1卷，MediaWorks發行。
- 《G-on少女騎士團》（G-onらいだーす）：同名動畫改編，單行本全1卷，MediaWorks發行。
- 《ROOT貓貓》（ROOTねこねこ）：單行本全1卷，MediaWorks發行。
- 《空乃的時光冒險》（そらのカナタの!）：單行本全4卷，Jive株式會社發行，東立出版社代理台灣中文版
- 《オーク年代記 カパックの冒險》（オーク年代記 カパックの冒険）：翔企畫發行，休刊未完結。

插畫
- 《Colors》（カラーズ）：和智正喜原作小說。
- 《Gun Driver：遺產》（ガンドライバー―遺産（ザ・レガシィ））：高樹宙原作小說，全1卷，MediaWorks發行。

### 上連雀三平名義
單行本
- 《Anal Justice》（アナルジャスティス）：單行本全1卷，法蘭西書院發行。
- 《Anal Justice 肉棒射精篇》（アナルジャスティス 肉棒射精編）：單行本全1卷，法蘭西書院發行。
- 《飲尿女神》（飲尿女神）：單行本全1卷，Wanimagazine社發行。
- 《隔壁的精液桑》（となりの精液（スペルマ）さん）：單行本全1卷，茜新社發行。
- ：單行本全1卷，茜新社發行。
- 《Moho♥Love》（もほらぶ）：單行本全1卷，茜新社發行。
- 《肛門天使》（アナルエンジェル）：單行本全1卷，三和出版發行。

插畫
- 《修正報告 銀河傲嬌傳說》（修正報告 銀河ツンデレ伝説）：原作小說，全1卷，二見書房發行。

## 外部連結
- 小野敏洋與上連雀三平官方pixiv畫集 （页面存档备份，存于）（日語）
- 小野敏洋與上連雀三平情報集（非官方網站）（日語）